# Józef Zończyk Bohusz
Józef Zończyk Bohusz, ps. Mozyrowicz (ur. 3 września 1897 w Mogile, zm. 16 grudnia 1998 w Kanadzie) – podpułkownik piechoty Wojska Polskiego i Polskich Sił Zbrojnych, kawaler Orderu Virtuti Militari.

## Życiorys
Józef Zończyk Bohusz urodził się 3 września 1897 w Mogile, w rodzinie Pawła i Józefy z Kozłowskich. Żonaty z Izabelą z Kosińskich. Posiadał średnie wykształcenie. W czasie I wojny światowej walczył w Legionach Polskich. Był oficerem 3 pułku piechoty. 1 lipca 1916 roku awansował na chorążego. Następnie jako podporucznik w 15 pułku strzelców polskich w składzie II Korpus Polskiego wziął udział w bitwie pod Kaniowem.
15 listopada 1918 roku został przyjęty do Wojska Polskiego z zatwierdzeniem posiadanego stopnia podporucznika. 21 listopada 1918 roku otrzymał przydział do oddziału pułkownika Eugeniusza Pogorzelskiego w Brześciu Litewskim, nazywanego także I Brygadą Kresową. W czasie wojny z bolszewikami walczył w szeregach 7 pułku piechoty Legionów. 3 maja 1922 roku został zweryfikowany w stopniu kapitana ze starszeństwem z dniem 1 czerwca 1919 roku i 574. lokatą w korpusie oficerów piechoty.
W 1923 roku pełnił służbę na stanowisku oficera instrukcyjnego przy Powiatowej Komendzie Uzupełnień Hrubieszów, pozostając oficerem nadetatowym 45 Pułku Strzelców Kresowych w Równem. W grudniu 1923 roku został przydzielony z PKU Hrubieszów do macierzystego 45 pp. 12 kwietnia 1927 roku awansował na majora ze starszeństwem z dniem 1 stycznia 1927 roku i 16. lokatą w korpusie oficerów piechoty. W 1928 roku znajdował się w dyspozycji Ministerstwa Skarbu, pozostając w kadrze oficerów piechoty. Sprawował wówczas obowiązki komendanta Pomorskiego Inspektoratu Okręgowego Straży Granicznej.
5 listopada 1928 roku otrzymał przeniesienie do Centrum Wyszkolenia Kawalerii w Grudziądzu na stanowisko wykładowcy. 18 czerwca 1930 roku został przeniesiony do 29 Pułku Strzelców Kaniowskich w Kaliszu na stanowisko dowódcy batalionu. W czerwcu 1933 roku został przeniesiony do 1 pułku strzelców podhalańskich w Nowym Sączu na stanowisko dowódcy batalionu. W sierpniu 1935 roku został przeniesiony do 69 pułku piechoty w Gnieźnie na stanowisko kwatermistrza.
19 marca 1937 roku awansował na podpułkownika z 12. lokatą w korpusie oficerów piechoty. W marcu 1938 roku został przeniesiony do Departamentu Piechoty Ministerstwa Spraw Wojskowych w Warszawie na stanowisko szefa Wydziału Obrony Narodowej. W lipcu 1939 roku kierowany przez niego wydział został wyłączony z Departamentu Piechoty i włączony w skład Biura do Spraw Jednostek Obrony Narodowej. Szefem tego biura i jednocześnie generałem do spraw jednostek Obrony Narodowej był gen. bryg. Kazimierz Sawicki. W dniach 11–17 września 1939 roku był szefem sztabu Grupy „Włodzimierz” dowodzonej przez generała Sawickiego. W nocy z 19 na 20 września razem z generałem Sawickim przekroczył granicę z Węgrami. W Wielkiej Brytanii był między innymi dowódcą 21 batalionu kadrowego strzelców (21 batalionu Strzelców Podhalańskich) w składzie 7 Brygady Kadrowej Strzelców, a w 1945 roku pełnił służbę w Komisji Studiów Centrum Wyszkolenia Piechoty. Zmarł 16 grudnia 1998 roku w Kanadzie. 25 maja 1999 roku jego prochy zostały pochowane na Nowym Cmentarzu przy ulicy Nowotarskiej w Zakopanem, w Mogile Legionistów (sektor K6-1-1).

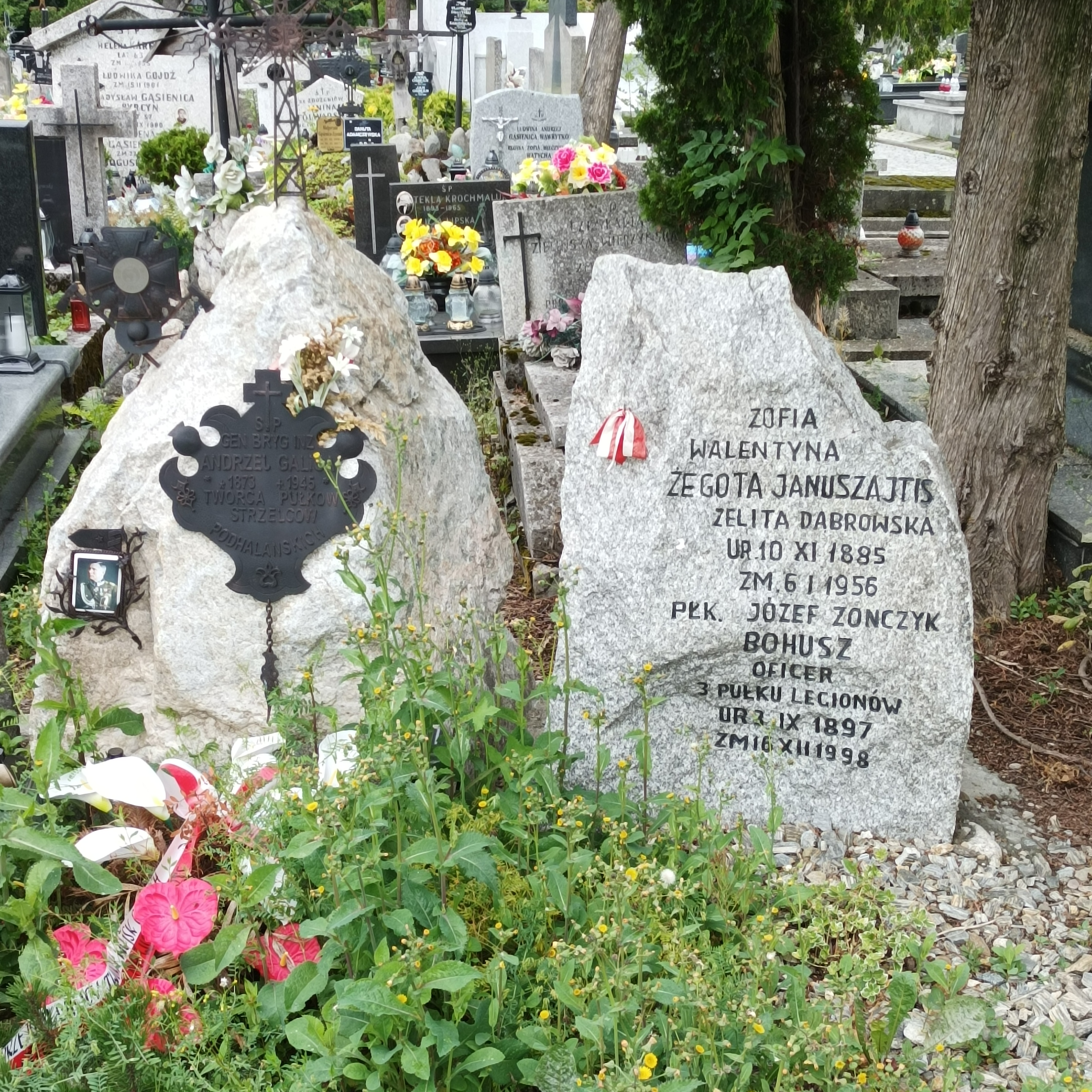
Grób płka Józefa Zończyka Bohusza na Nowym Cmentarzu w Zakopanem

## Ordery i odznaczenia
- Krzyż Srebrny Orderu Wojskowego Virtuti Militari
- Krzyż Niepodległości (16 września 1931)[19]
- Krzyż Oficerski Orderu Odrodzenia Polski
- Krzyż Walecznych (czterokrotnie, po raz pierwszy w 1921)[4]
- Złoty Krzyż Zasługi (11 listopada 1934)[20]
- Medal Pamiątkowy za Wojnę 1918–1921
- Medal Dziesięciolecia Odzyskanej Niepodległości
- Medal Zwycięstwa (Medal Międzysojuszniczy)